# Jammie Thomas-Rasset
Jammie Thomas-Rasset  (* 1977) ist eine US-Amerikanerin, die von Capitol Records wegen Filesharings verklagt wurde. Ihr Fall gilt als Präzedenzfall.
Ihr wird vorgeworfen, 24 Musikstücke über Kazaa verbreitet zu haben. Ihr Fall gilt als der erste von mehreren tausend Fällen, in denen unter Federführung der RIAA gegen illegales Filesharing gerichtlich vorgegangen wird. Sie wurde zunächst von einem Gericht zu einem Schadensersatz in Höhe von 222.000 US-Dollar verurteilt. Das Urteil wurde später wegen eines Verfahrensfehlers aufgehoben.
Das Verfahren wurde aufgrund der Entscheidung des Richters Michael J. Davis im September 2008 am Bundesbezirksgericht in Duluth im US-Bundesstaat Minnesota neu verhandelt. Angezweifelt wurde zunächst die Aussagekraft der Beweise. Sie wurde von Kiwi Camara vertreten. Jammie Thomas wurde am 18. Juni 2009 zu einer Geldstrafe in Höhe von 1,92 Millionen US-Dollar verurteilt. Sie ging abermals in die Berufung. Ihr Anwalt war Joe Sibley.
Im Januar 2010 verringerte Richter Michael Davis die Geldstrafe auf 2.250 Dollar pro Lied. Damit muss die Amerikanerin „nur noch“ 54.000 Dollar Strafe bezahlen. Anklage und Verteidigung gingen gegen das Urteil in Berufung.
Im November 2010 hat das Geschworenengericht im dritten Verfahren gegen Jammie Thomas das Urteil gesprochen. Sie ist zu einem Schadenersatz von insgesamt 1,5 Millionen Dollar verurteilt worden. Die Jury setzte für jeden von Jammie Thomas-Rasset verbreiteten Musiktitel 62.500 Dollar fest. Die Verteidigung hat gegenüber US-Medien bereits weitere Schritte gegen das Urteil angekündigt.
Eine Überprüfung wurde im März 2013 vom Supreme Court abgelehnt.
Jammie Thomas-Rasset hat vier Kinder und lebt in Brainerd, Minnesota. In einem ähnlichen Fall wehrte sich der US-Amerikaner Joel Tenenbaum gegen seine Verurteilung.

## Liste
Die folgenden 24 Musikstücke wurden nach Meinung der Geschworenen von Jammie Thomas-Rasset zum Tausch angeboten.
| Interpret           | Musikstück                                                   |
| ------------------- | ------------------------------------------------------------ |
| Aerosmith           | Cryin’                                                       |
| Bryan Adams         | Somebody                                                     |
| Def Leppard         | Pour Some Sugar on Me                                        |
| Destiny’s Child     | Bills, Bills, Bills                                          |
| Gloria Estefan      | Here We Are; Coming Out of the Dark; Rhythm Is Gonna Get You |
| Goo Goo Dolls       | Iris                                                         |
| Green Day           | Basket Case                                                  |
| Guns N’ Roses       | Welcome to the Jungle; November Rain                         |
| Janet Jackson       | Let’s Wait Awhile                                            |
| Journey             | Faithfully; Don’t Stop Believing                             |
| Linkin Park         | One Step Closer                                              |
| No Doubt            | Bathwater; Hella Good; Different People                      |
| Reba McEntire       | One Honest Heart                                             |
| Richard Marx        | Now and Forever                                              |
| Sarah McLachlan     | Possession; Building a Mystery                               |
| Sheryl Crow         | Run Baby Run                                                 |
| Vanessa L. Williams | Save the Best for Last                                       |